# 2004 no Brasil
Esta é uma cronologia dos fatos acontecimentos do ano 2004 no Brasil.

## Incumbentes
- Presidente: Luiz Inácio Lula da Silva (2003 - 2011)
- Vice-Presidente: José Alencar Gomes da Silva (2003 - 2011)

## Eventos
- 28 de janeiro: Quatro funcionários do Ministério do Trabalho e Emprego são assassinados durante uma fiscalização em Unaí, Minas Gerais, no episódio conhecido como Chacina de Unaí.[1]
- 28 de março: O Furacão Catarina atinge os estados de Santa Catarina e do Rio Grande do Sul, deixando 11 mortos e 518 feridos.[2][3]
- 15 de abril: Presidente Luiz Inácio Lula da Silva sanciona a lei que cria o Exame Nacional de Desempenho dos Estudantes.[4]
- 19 de maio: A Polícia Federal prende em três estados e no Distrito Federal os 14 acusados de fraudes na compra de medicamentos em sua maioria na área de hemoderivados para o Ministério da Saúde, na chamada Operação Vampiro.[5]
- 3 de agosto: O Tribunal Superior Eleitoral cassa o mandato do governador de Roraima, Francisco Flamarion Portela, acusado de cometer irregularidades nas eleições gerais de 2002 na chamada Operação Gafanhoto.[6]
- 22 de agosto: O velejador Robert Scheidt garante a medalha de ouro na categoria Laser nos Jogos Olímpicos de Athenas.
- 25 de agosto: A dupla do vôlei de praia, Emanuel Rego e Ricardo Santos, ganha o ouro nos Jogos Olímpicos.
- 27 de agosto: O hipismo ganha sua primeira medalha de ouro com Rodrigo Pessoa no salto.
- 28 de agosto: Os velejadores Marcelo Ferreira e Torben Grael ganham a medalha de ouro na categoria Star.
- 29 de agosto: A equipe de vôlei masculina leva o ouro nas Olimpíadas de Athenas.
- 27 de outubro: morre o jogador Serginho do São Caetano, durante uma partida pelo Campeonato Brasileiro contra o São Paulo, no Morumbi, vítima de uma parada cardíaca.

## Mortes
- 9 de janeiro: Rogério Sganzerla, ator e diretor (n. 1946).
- 20 de janeiro: Adão Dãxalebaradã, cantor, compositor e ator (n. 1955).
- 21 de junho: Leonel de Moura Brizola, político, fundador do Partido Democrático Trabalhista, ex-governador dos estados do Rio de Janeiro e Rio Grande do Sul (n. 1922).[7]
- 27 de outubro: Paulo Sérgio Oliveira da Silva, mais conhecido como Serginho  Jogador de futebol